# 侯漢廷
侯漢廷（1988年10月30日—），字紹華，号遠山，中華民國政治人物，生於臺北市，現任臺北市議會議員、新黨副秘書長、新思維中心主任，也是目前唯一新黨籍的地方民意代表。
2023年8月宣布參選臺北市第一選舉區立法委員，未能勝選。

## 早年
侯汉廷于1988年10月30日出生于台灣台北市，其祖父侯紹文是中國大陸河北滦县人，曾任中華民國河北省第三選區第一屆立法委員，随中華民國政府播迁来台。而他的父亲则是一名商人，2009年死于一宗交通事故。至此他就与母亲相依为命。在谈到家庭背景时，他表示他从上大学起就一直以半工半读的方式赚钱养家，奉养母亲，“网友说我是权贵之后，其实我无权也无贵。”
侯汉廷早年先后就讀臺北縣板橋市板橋國民小學、臺北縣立中山國民中學和國立板桥高级中学。他曾在回忆早年经历时说，“我从小就读我国的历史文化，读四书五经，看《史记》，读《古文观止》，所以很自然地就觉得孔子不可能是外国人，很认同我们中华文化的历史。”他在高中時期曾多次參與演講與辯論比賽，曾在2006年獲得海峡两岸高中生辩论赛團體冠軍暨最佳辯手，爾後成為該賽事的工作人員。大學時期曾自輔仁大學中文學系，轉學考入臺灣大學政治學系，後以「遠山」為名，成為台灣小有名氣的政治系轉學考家教。大學四年級以正取第一名考取台灣大學政治學系碩士班甲組（主修政治理論與制度），获该校颁授政治學硕士学位。大學在校期間以教授政治系轉學考聞名。侯汉廷曾在台大组織和参与了中華復興社、抗獨史陣線等學術團體，是當時全台唯一藍營的學生性社團，由此加入了新黨、并同时為支持服貿及反對台灣獨立的學生代表之一。

## 政治生涯
2012年，侯漢廷於反媒體壟斷運動中，與王炳忠等人組成中旺之心同盟，至立法院門口靜坐，表示反旺中的理由缺乏真憑實據，「反媒體壟斷」只是藍綠惡鬥產生的假議題，修法沒有解決根本問題。2014年，馬志翔導演、魏德聖監製的電影《KANO》上映後，侯曾與其他抗獨史陣線成員批評該片過度美化日本殖民。2014年5月29日，與抗獨史陣線成員至中研院抗議黃國昌違反《公務人員服務法》、《公務人員行政中立法》。2015年3月6日，他與抗獨史陣線成員等約十人到教育部陳情臺灣高中歷史課綱微調案。。對於教育部進行課綱調整，侯表示，“如果教科書不教中華民國史觀，難道教台獨史觀？”
2016年3月起，他在網路上拍攝「鬼島那些事」影片，针砭时弊，讽刺台湾政治乱象，成為媒体關注焦點，亦被大陆网友誉为“台版papi酱”。他以“我是远山，英姿挺拔器宇轩昂才高八斗为国为民，只爱宝岛不爱鬼岛的中华儿女”作为自我介绍，并在视频中积极为警察等群体发声。在回顾这段经历时，侯汉廷认为，“这个年头，你要正经去讲政治议题，没有人要看嘛，大家也听不太懂，所以就想要用一个有趣的方式呈现，可以让大家都能够理解。”
早在2015年，他就成为新党新思维中心主任，并同时兼任该党青年委员会秘书长。其后於2016年中華民國立法委員選舉中被列為新黨不分區立委第8名。但由于新党政党票未过法定门槛而未能当选。
2016年11月，侯汉廷开始在福建东南卫视主持《远山看海峡》节目。

### 質疑校正回歸
2021年5月22日，中央流行疫情指揮中心22日公布新增本土確診案例321例，加上400例本土個案為「校正回歸」上週累積案例。台北市議員侯漢廷在臉書推論指出，400例本土「校正回歸」個案只有三種可能。第一第二種為蓋牌說。並指其中第三個可能最站不住腳。侯指，首先，快篩只要15分，沒有塞車問題。再者，過去一年以來，從來沒有將採檢日「回歸為日前確診例」的習慣。同日下午，新北市長侯友宜召開防疫記者會，針對「校正回歸」一事，他表示，因為篩檢塞車，光新北市最高達落差6天。

### 疫苗觀點
2021年因蔡英文政府多次受美國、日本、立陶宛等國家捐贈新冠肺炎疫苗，卻因為民進黨政府有意炒作高端與聯亞等國產疫苗股票，因而惡意拖延、甚至拒絕2020年本可以進口的輝瑞疫苗、AZ疫苗以及莫德納疫苗，批評蔡英文政府之錯誤作為形同「疫苗乞丐」。
在西元2021年6月4日的中天新聞的政論節目-頭條開講中表示，非常肯定中華人民共和國國產疫苗的優良品質，表示自己是中國人，希望自己也能施打，也建議中華民國政府能開放進口好讓大家共渡難關。

### 以核養綠公投
2018年7月起，公民團體發起「以核養綠」公投。侯漢廷從7月、8月陸續在臉書撰文及拍攝短片支持。9月15日、9月16日兩天也到中選會前聲援。2018年9月19日領銜人黃士修在中選會門口絕食逾140小時體力不支而倒下送醫。侯漢廷隨後開始絕食，要求中選會合法收件連署書，在絕食期間拍攝了新一期的《遠山看海峽》節目。管中閔曾探視他，並認為「不需要用命換取民進黨不存在的良知」。最後在2018年9月26日於開庭時體力不支送醫，侯漢廷的絕食時間逾164小時。
2018年11月25日凌晨，侯漢廷在臉書出示臺北市議會贈高票當選賀匾，宣布當選第13屆台北市議員消息。其所代表的新黨自創黨以來首次在該選區配票成功而奪下兩席，是創黨以來在該選區最佳的成績。12月25日宣誓就職。

### 2024年立委選舉
2023年8月21日，侯漢廷宣布將以無黨籍身份參選臺北市第一選舉區立法委員，其後未能勝選。

## 相關事件
2017年12月19日，侯漢廷被法務部調查局調查人員以違反《國家安全法》為由帶走約談。侯漢廷高喊「感謝蔡總統給我當政治犯的機會」。20日晨被臺灣臺北地方法院檢察署釋放，侯漢廷當場宣布參加2018年臺北市議員選舉。
2021年4月28日，台北地院判決侯漢廷等5人全部無罪。全案可上訴。
2022年5月13日，台灣高等法院二審宣判五人無罪。2022年8月5日，最高法院再度判侯漢廷等5人無罪確定。

## 選舉紀錄
| 年度 | 選舉屆數               | 選舉區           | 所屬政黨 | 得票數 | 得票率 | 當選標記 | 備註   |
| ---- | ---------------------- | ---------------- | -------- | ------ | ------ | -------- | ------ |
| 2018 | 第十三屆臺北市議員選舉 | 臺北市第一選舉區 | 新黨     | 15,656 | 5.59%  |          | [ 40 ] |
| 2022 | 第十四屆臺北市議員選舉 | 臺北市第一選舉區 | 新黨     | 17,253 | 6.27%  | [ 41 ]   |        |
| 2024 | 第十一屆立法委員選舉   | 臺北市第一選舉區 | 無黨籍   | 28,510 | 14.64% |          |        |